# Modivas
Modivas es una freguesia portuguesa del municipio de Vila do Conde, con 4,08 km² de superficie y 1899 habitantes (2001). Su densidad de población es de 465,4 hab/km².